# Bến Tre
Bến Tre là một phường thuộc tỉnh Vĩnh Long, Việt Nam.

## Địa lý
Phường Bến Tre có vị trí địa lý:
- Phía Đông giáp phường An Hội
- Phía Tây giáp xã Phú Túc
- Phía Nam giáp các xã Tân Thành Bình và Phước Mỹ Trung, ranh giới là sông Cái Cấm
- Phía Bắc giáp phường Sơn Đông.

Phường Bến Tre có diện tích 31,99 km², dân số tính đến năm 2025 là 35.917 người, mật độ dân số đạt 1.122 người/km².
Phường này có con sông Hàm Luông chảy qua.

## Lịch sử hành chính
Ngày 16 tháng 6 năm 2025, Ủy ban Thường vụ Quốc hội ban hành Nghị quyết số 1687/NQ-UBTVQH15 của Ủy ban Thường vụ Quốc hội về việc sắp xếp các đơn vị hành chính cấp xã của tỉnh Vĩnh Long năm 2025. Theo đó, sắp xếp toàn bộ diện tích tự nhiên, quy mô dân số của Phường 7 và xã Bình Phú (thành phố Bến Tre), xã Thanh Tân (huyện Mỏ Cày Bắc) thành phường mới có tên gọi là phường Bến Tre.

## Giao thông
Phường có Quốc lộ 60 đi qua và các cầu như cầu Mỹ Hóa qua sông Bến Tre, cầu Hàm Luông qua sông Hàm Luông, cầu Cái Cấm mới và cũ qua sông Cái Cấm. Trên địa bàn phường từng có bến phà Hàm Luông nhưng đã dừng hoạt động. Phường cũng có vòng xoay Mỹ Hóa giao đường Nguyễn Văn Tư và Đồng Văn Cống.

## Xã hội

### Kinh tế
Phường có bốn chợ là chợ Bình Phú, chợ Phường 7, chợ Thanh Tân và chợ Miên.

### Giáo dục
Trên địa bàn phường có 4 trường mẫu giáo, 3 trường tiểu học và 3 trường trung học cơ sở bao gồm:
- Trường Mầm non Bình Phú
- Trường Mầm non Bình Minh
- Nhóm trẻ Phường 7
- Trường Mẫu giáo Thanh Tân
- Trường Tiểu học Bình Phú
- Trường Tiểu học Phường 7
- Trường Tiểu học Thanh Tân 2
- Trường THCS Mỹ Hóa
- Trường THCS Thanh Tân
- Trường THCS Trần Thị Lự

### Giải trí
Phường có 2 công viên lớn ở đường Hùng Vương là công viên Mỹ Hóa dọc bờ sông và công viên Cầu Mỹ Hóa ở chân cầu Mỹ Hóa dọc bờ sông Bến Tre. Phường có khu du lịch Phú An Khang gần Quốc lộ 60.

### Y tế
Phường đang xây dựng Bệnh viện Đa khoa tỉnh Bến Tre nằm trên Quốc lộ 60 với tổng số vốn đầu tư hơn 1658 tỷ đồng và được khởi động vào ngày 28 tháng 12 năm 2024 để thay thế cho bệnh viện Nguyễn Đình Chiểu đang quá tải. Dự án đạt tiêu chuẩn bệnh viện hạng II với quy mô 500 giường bệnh, có diện tích sàn xây dựng hơn 41.121 km², bao gồm tòa nhà chính 5 tầng phục vụ các hoạt động khám và chữa bệnh.